# 堀内正規
堀内 正規（ほりうち まさき、1962年 - ）は、日本のアメリカ文学者、早稲田大学教授。

## 人物・来歴
1962年生まれ。1981年早稲田大学文学部英文科に入学、1985年卒。在学中は早稲田アニメーション同好会に所属し1983年に同人誌「アニコムZ VOL.3 - ガンバの冒険大特集｣を共著、1984年に「アニコム Z VOL.4 - 出崎統特集」編集長、大学卒業後に同会の会長。
1989年～1991年に早稲田大学文学部助手（同大学院博士課程満期退学）、1991年～1992年に同大学文学部非常勤講師、1993年より早稲田大学文学学術院文学部教授。
専門はアメリカ文学。主な研究テーマは、ハーマン・メルヴィル、ラルフ・ウォルドー・エマソン、ボブ・ディランなど。

## 著書
- 『エマソン 自己から世界へ』南雲堂, 2017.10
- 『生きづらいこの世界で、アメリカ文学を読もう カポーティ、ギンズバーグからメルヴィル、ディキンスンまで』小鳥遊書房, 2019.12
- 『『白鯨』探求 メルヴィルの〈運命〉』小鳥遊書房, 2020.12

### 共著編
- 『震災後に読む文学』編 (早稲田大学ブックレット 「震災後」に考える. 早稲田大学出版部, 2013.3
- 『裸のcommonを横切って エマソンへの日米の詩人の応答』吉増剛造, フォレスト・ガンダー共著. 小鳥遊書房, 2019.3

### 翻訳
- 『しみじみ読むアメリカ文学 現代文学短編作品集』平石貴樹編, 畔柳和代,舌津智之, 橋本安央, 本城誠二共訳. 松柏社, 2007.6
- F・O・マシーセン『アメリカン・ルネサンス エマソンとホイットマンの時代の芸術と表現』 (SUPモダン・クラシックス叢書) 飯野友幸,江田孝臣,大塚寿郎, 高尾直知共訳. 上智大学出版, 2011.5

## 論文
- <堀内正規